# Gomphide glutineux
Gomphidius glutinosus
Espèce
Le Gomphide glutineux (Gomphidius glutinosus) est un champignon basidiomycète de la famille des Gomphidiaceae. Comme son nom l'indique, il est caractérisé par son aspect visqueux comme le gluten.

## Description

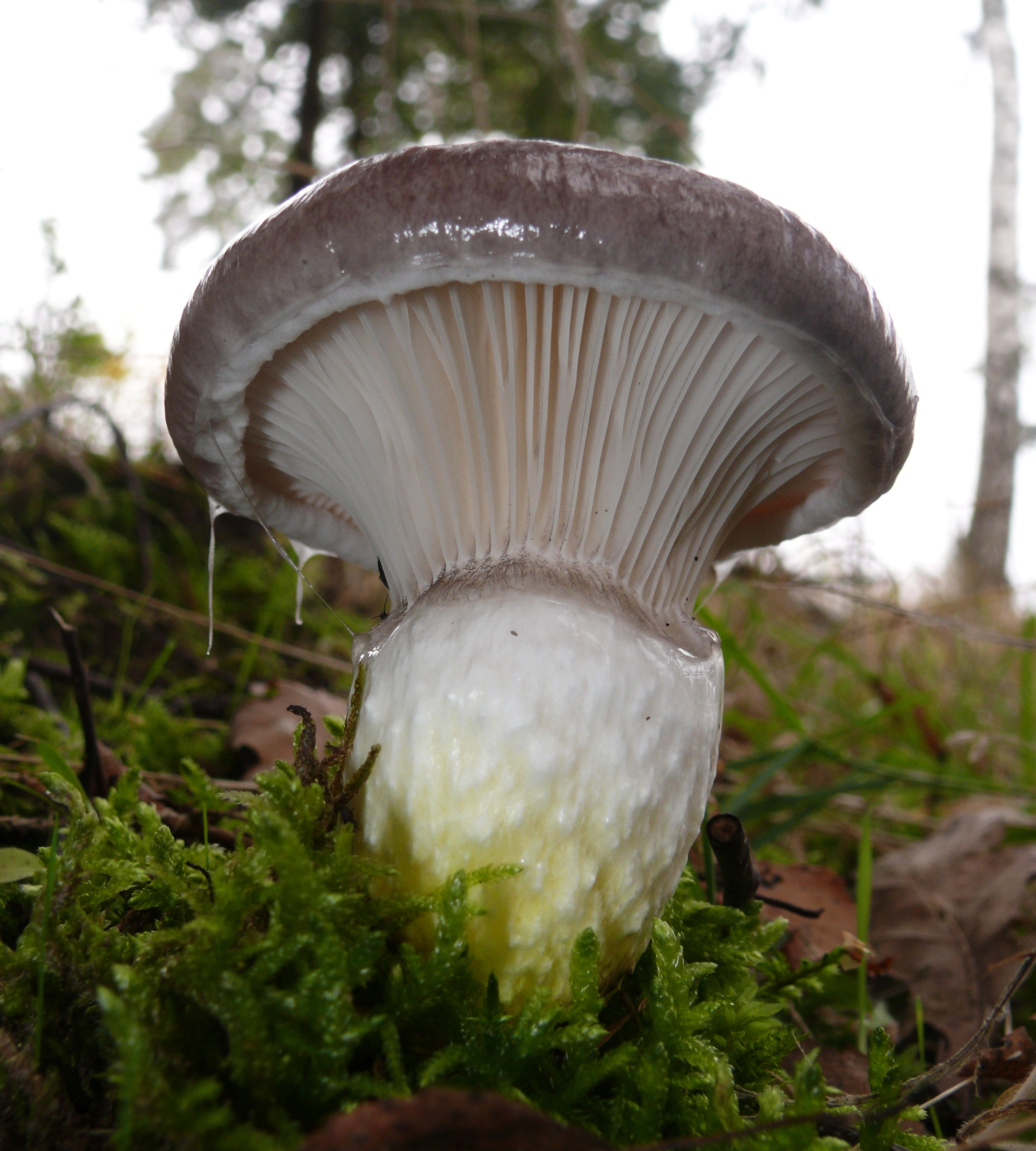
Stade à lames visibles

- Chapeau : 5 à 10 cm, convexe puis étalé, voire déprimé et mamelonné, brun clair, plus foncé au centre, recouvert d'un voile gluant transparent, épais et détachable, relié à la zone annulaire du pied chez les exemplaires jeunes, comme une cortine ; marge incurvée au début.
- Lames : espacées, blanches virant progressivement au brun foncé : la sporée est noire.
- Pied : 4 à 6 cm blanc et sec en haut, jaune taché de noir et visqueux en dessous d'une zone annulaire plus resserrée, souvent tachée par les spores.
- Chair : molle, brunâtre, jaune à la base du pied ; odeur faible, saveur acidulée.
- Voir photo d'un exemplaire jeune

## Habitat
Le gomphide glutineux pousse de juillet à novembre sous les conifères, souvent l'épicéa.

## Écologie
D'après le mycologue Paul Stamets, le Gomphide glutineux concentre le Césium 137 plus que n'importe quel autre champignon étudié, avec des taux atteignant des taux jusqu'à 10 000 fois le taux présent dans son environnement.

## Comestibilité
Une fois nettoyé de sa « bave », c'est un comestible honorable ou considéré médiocre.

## Espèces proches
Il ne peut guère se confondre qu'avec Gomphidius maculatus, également visqueux et poussant, lui, sous les mélèzes.

## Sources
- Les Champignons, Roger Phillips, éditions Solar,  (ISBN 2-263-00640-0)
- Champignons du Nord et du Midi, André Marchand, tome II / IX, Hachette,  (ISBN 84-399-5721-1)